# 홀로쾨

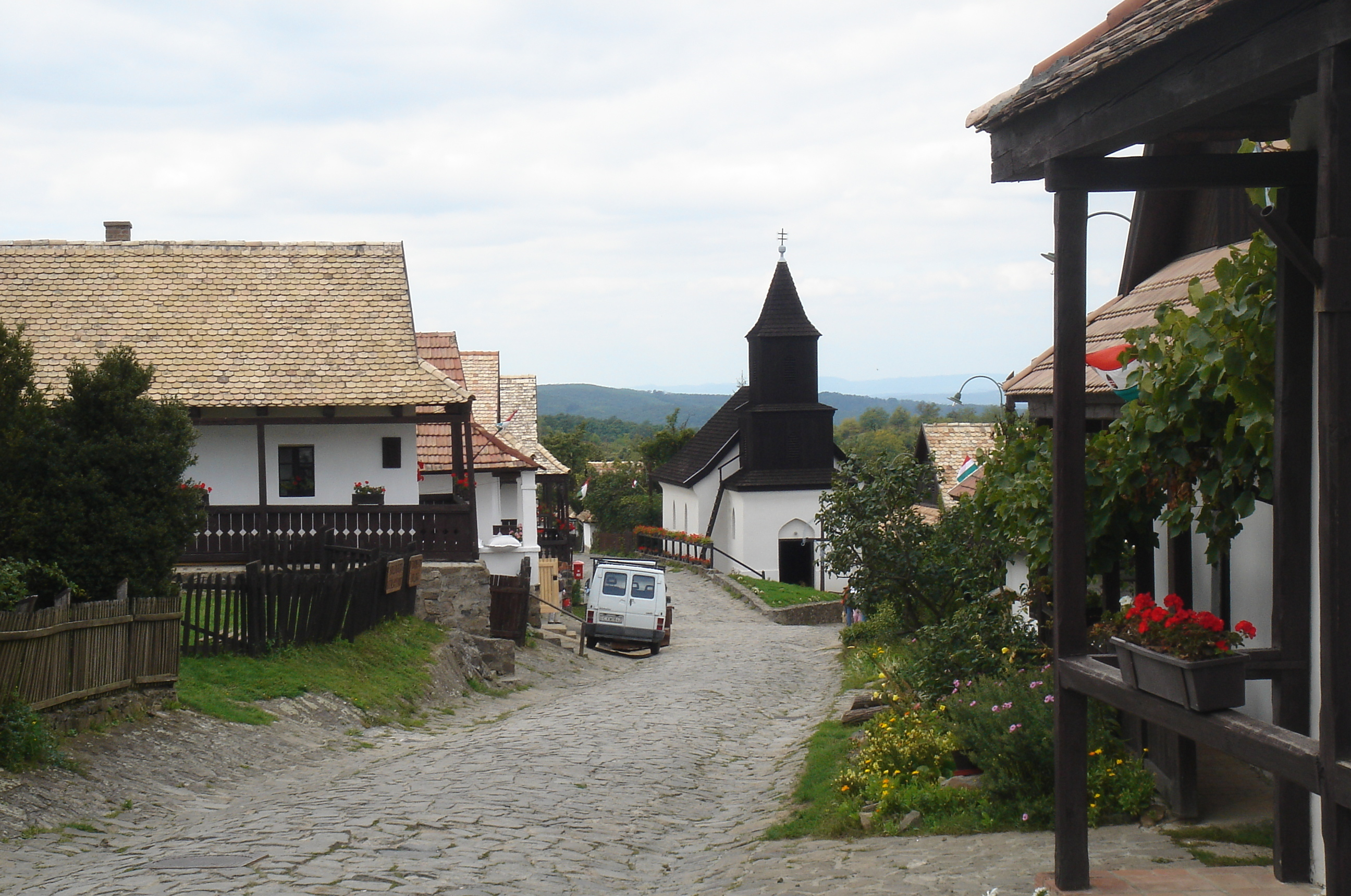
홀로쾨

홀로쾨(헝가리어: Hollókő)는 헝가리 노그라드 주에 위치한 마을로 면적은 5.18km2, 인구는 387명(2001년 기준), 인구 밀도는 74.7명/km2이다. 마을 이름은 헝가리어로 "큰까마귀의 바위"를 뜻한다. 체르하트(Cserhát) 산맥의 계곡 지대에 위치한다. 1987년 홀로쾨와 그 주변에 위치한 옛 마을이 유네스코가 지정한 세계유산으로 선정되었다.